# Оман на Летњим олимпијским играма 2016.
Оман је на Олимпијским играма у Рио де Жанеиру 2016. учествовао девети пут као самостална земља.
Оманску делегацију су на Олимпијским играма 2016. у Рио де Жанеиру сачињавала 4 учесника 2 мушкарца и 2 жене, који су се такмичили у два спорта. Најстарији учесник у екипи био је такмичар у стрељаштву Хамед Саид ел Хатми са 30 година и 336. дана, а најмлађа атлетичарка Мазун ел Алави са 19 година и 256 дана. 
Омански олимпијски тим је остао у групи екипа које нису освојиле ниједну медаљу.
Заставу Омана на свечаном отварању Олимпијских игара 2012. носио је најстарији такмичар у овој делегацији стрелац Хамед Саид ел Хатми.

## Учесници по спортовима
| Спорт      | Мушкарци | Жене | Укупно |
| ---------- | -------- | ---- | ------ |
| Атлетика   | 1        | 1    | 2      |
| Стрељаштво | 1        | 1    | 2      |
| Укупно (2) | 2        | 2    | 4      |

## Резултати

### Атлетика
Мушкарци
| Атлетичар Лични рекорд    | Дисциплина | Предтакмичење | Предтакмичење | Група    | Група     | Полуфинале       | Полуфинале       | Финале           | Финале      | Детаљи |
| Атлетичар Лични рекорд    | Дисциплина | Резултат      | Место         | Резултат | Место     | Резултат         | Место            | Резултат         | Место       | Детаљи |
| ------------------------- | ---------- | ------------- | ------------- | -------- | --------- | ---------------- | ---------------- | ---------------- | ----------- | ------ |
| Бакарат ел Харти 10,05 НР | 100 м      | слободан      | слободан      | 10,22    | 3 у гр. 6 | Није се пласирао | Није се пласирао | Није се пласирао | 26 / 69 (83 |        |

Жене
| Атлетичарка Лични рекорд | Дисциплина | Предтакмичење | Предтакмичење | Група    | Група     | Полуфинале        | Полуфинале        | Финале            | Финале      | Детаљи |
| Атлетичарка Лични рекорд | Дисциплина | Резултат      | Место         | Резултат | Место     | Резултат          | Место             | Резултат          | Место       | Детаљи |
| ------------------------ | ---------- | ------------- | ------------- | -------- | --------- | ----------------- | ----------------- | ----------------- | ----------- | ------ |
| Мазун ел Алави 12,04 НР  | 100 м      | 12,30         | 3. гр 2 кв    | 12,43    | 8 у гр. 7 | Није се пласирала | Није се пласирала | Није се пласирала | 62/ 64 (80) |        |

### Стрељаштво
Оман је добио две позивнице од трипартитне комисије за слање 2 стрелца (мушкарац МК пушка, жена ваздушна пушка) на ове Олимпијске игре.
Мушкарци
| Стрелац             | Дисциплина | Квалификације          | Квалификације | Финале           | Финале           | Пласман | Детаљи |
| Стрелац             | Дисциплина | Резултат               | Пласман       | Резултат         | Укупно           | Пласман | Детаљи |
| ------------------- | ---------- | ---------------------- | ------------- | ---------------- | ---------------- | ------- | ------ |
| Хамед Саид ел Хатми | тростав    | 1.138-40х (374+397+367) | 43            | Није се пласирао | Није се пласирао | 43 / 44 |        |

Жене
| Стрелкиња      | Дисциплина | Квалификације            | Квалификације | Финале            | Финале            | Пласман | Детаљи |
| Стрелкиња      | Дисциплина | Резултат                 | Пласман       | Резултат          | Укупно            | Пласман | Детаљи |
| -------------- | ---------- | ------------------------ | ------------- | ----------------- | ----------------- | ------- | ------ |
| Веда ел Балуши | тростав    | 379-5 у 10 (95+95+96+93) | 26            | Није се пласирала | Није се пласирала | 26 / 44 |        |